# ペポカボチャ
ペポカボチャ（Cucurbita pepo）は、カボチャ属の園芸作物である。かぼちゃの多くの園芸用品種を含む。日本でおもちゃカボチャと呼ばれる品種もある。

## 品種
- ドングリカボチャ（英語版）
- デリカータ（英語版）
- ジェムスクオッシュ（英語版）
- パティパンカボチャ（英語版）
- キンシウリ（そうめんカボチャ）
- ズッキーニ

## 画像

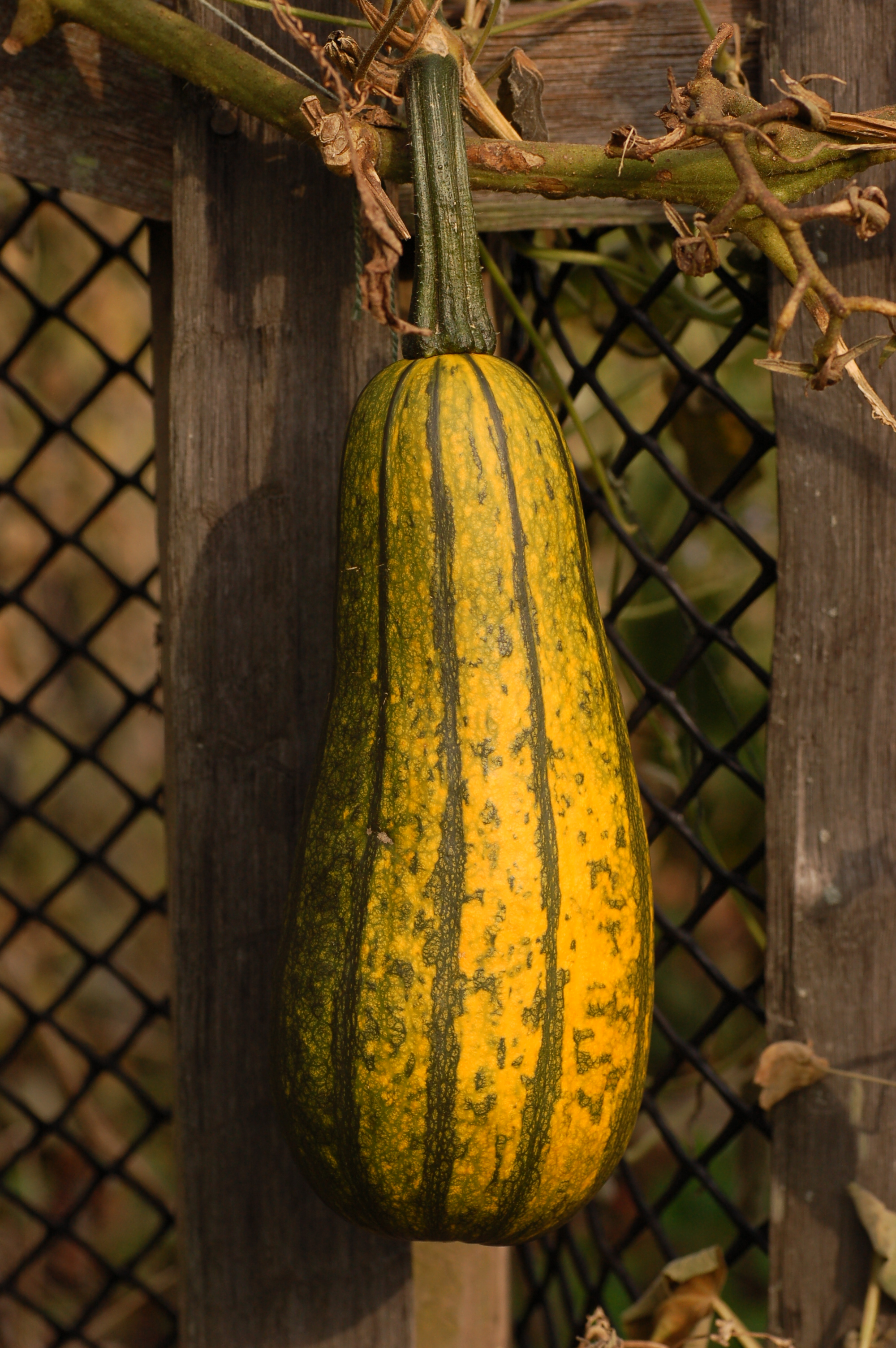
デリカータ
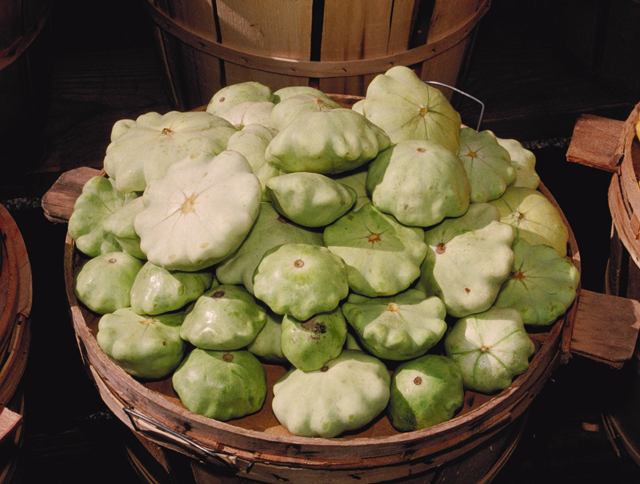
パティパンカボチャ

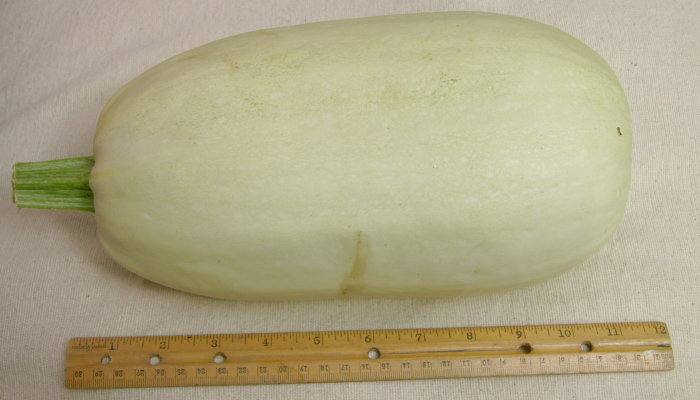
キンシウリ
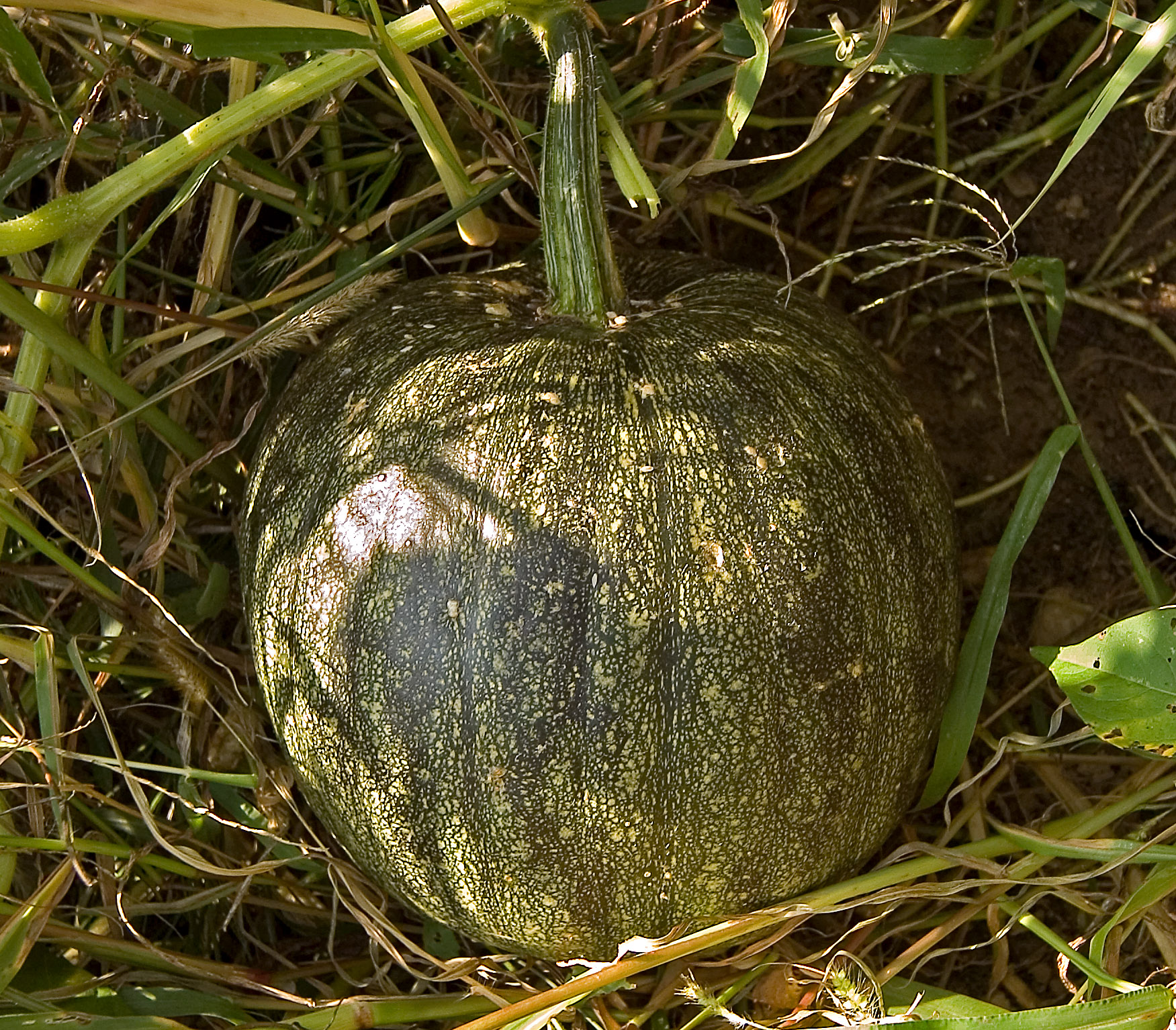
Cucurbita pepo var. styriaca